# Antiblemma trepidula
Antiblemma trepidula là một loài bướm đêm trong họ Erebidae.